# Tavernes Blanques
Tavernes Blanques és un municipi del País Valencià a la comarca de l'Horta Nord que té 9.296 habitants (INE 2013). Es tracta d'un dels municipis valencians amb més densitat de població, amb 13.361 hab/km² en la seua reduïda extensió de 0,70 km². Està al sud de la comarca i limita amb el nord del terme municipal de la ciutat de València. És travessat de nord a sud per la carretera CV-300 (antiga N-340 i antiga carretera de València a Barcelona), que constituïx l'eix principal de la població i una de les vies de comunicació més importants de tota la comarca de l'Horta Nord. Població d'origen incert, la seua naturalesa i condicions socioeconòmiques han experimentat considerables canvis durant les últimes dècades del segle xx.

## Geografia
Encara que oficialment dista quasi 3 km del centre de la ciutat de València, els seus termes municipals limiten l'un amb l'altre; Tavernes Blanques forma part de la primera corona metropolitana de l'Àrea Metropolitana de València.
Limita al sud amb la ciutat de València, concretament amb l'horta de la pedania de Poble Nou, amb edificis del barri d'Orriols i amb camps de Sant Llorenç, mentre que a l'oest limita amb la pedania valenciana de Carpesa, a l'est amb el municipi d'Alboraia, i al nord amb els de Bonrepòs i Mirambell i Almàssera, amb el barranc del Carraixet com a frontera natural.

## Nom
De les explicacions que tracten de justificar el nom de Tavernes Blanques, en primer lloc hi ha una referència a la possibilitat de l'existència d'unes tavernes en les quals es consentia la venda no només de vi sinó també d'aiguardents o "beguda blanca", la qual cosa podria haver donat lloc a la seua denominació.
D'altra banda hi ha la possibilitat que estes tavernes estigueren pintades amb calç i que la denominació vinguera del seu color blanc. També es comenta la possibilitat que el nom es deguera a l'existència en la població de "blanquers" o "adobers de pell", la qual cosa també podria haver donat lloc a la denominació del lloc. Finalment s'estima una altra idea, fonamentada en la suposició que el sòl en el qual s'assentaven les primeres construccions locals fora d'un color blanquinós. Este fet, juntament amb l'existència de les tavernes, també podria haver determinat l'origen del nom de la població.
La denominació oficial Tavernes Blanques va ser establida en substitució de l'anterior de "Tabernes Blanques" per un decret del Consell de data 25 de gener de 1982, publicat en el Diari Oficial de la Generalitat Valenciana d'1 de febrer de 1982 i en el Butlletí Oficial de l'Estat de 20 d'abril de 1982.

## Història
L'eix principal que vertebra la població de nord a sud és considerada part de la Via Augusta, antiga via romana que comunicava Roma amb Gades. Llavors Tavernes Blanques no seria més d'un grup d'edificis vora a l'important camí, també conegut al llarg dels segles com a Via Heràclia, Via Hercúlia, Camí d'Hanníbal, Camí de Morvedre o Camí Reial de València a Saragossa i Barcelona.
Després de la conquesta de València el 1238 per part del rei Jaume I, la població no s'inclou al Llibre del Repartiment, però ja hi ha constància de la seua existència al segle xiv en estar datat el 14 d'abril de 1401 un pergamí on es parla d'un veí del "lloch de les Tavernes Blanques, orta de la dita ciutat [València]".
A partir del segle xv, Tavernes Blanques va constituir un senyoriu, concedit en 1445 a Bernardo Peris. Posteriorment, N'Alfons d'Aragó el va cedir en el seu testament al Monestir de Sant Jeroni de Cotalba, situat a la població d'Alfauir, prop de Gandia. El monestir va exercir el senyoriu del lloc durant més de tres segles, fins que el 1835 l'Estat confiscara les propietats eclesiàstiques, exclaustrara als monjos i, després de la desamortització els senyorius s'aboliren en 1837.
Al llarg del segle xx la població ha anat creixent al mateix temps que les construccions anaven allunyant-se de l'eix principal que era la carretera nacional N-340. La part nord del municipi, més propera al barranc del Carraixet, formava la "Partida dels Desemparats" que pertanyia al poble veí d'Alboraia fins que el 1902 va entrar a formar part de la parròquia de la Santíssima Trinitat de Tavernes Blanques gràcies a la intervenció del Cardenal Benlloch, que va passar la seua infància al municipi amb part de la seua família materna, i a la petició expressa dels mateixos veïns. El 30 d'octubre de 1925 es va annexionar administrativament al municipi.
L'escut oficial del municipi, aprovat pel Ministeri de la Governació en 1951, fa referència als Peris (tres peres en camp de gules) als pares Jerònims (una cornucòpia acaramullada) i a les armes dels Fabra (llunes minvants i estreles) a més dels camps amb les quatre barres de la Corona d'Aragó.

## Demografia
| any  | habitants |
| ---- | --------- |
| 1900 | 607       |
| 1910 | 784       |
| 1920 | 960       |
| 1930 | 1.663     |
| 1940 | 2.115     |
| 1950 | 2.182     |
| 1960 | 3.270     |
| 1970 | 4.264     |
| 1981 | 7.191     |
| 1991 | 8.012     |
| 2000 | 8.453     |
| 2005 | 9.186     |
| 2007 | 9.270     |
| 2013 | 9.296     |
| 2022 | 9.222     |

## Economia
A pesar de les originàries tavernes, l'activitat econòmica del municipi es va centrar en la indústria càrnia. A diferència dels pobles confrontants, caracteritzats per una activitat econòmica lligada a les explotacions agrícoles i amb amplis termes municipals, Tavernes Blanques es va dedicar a l'explotació de bestiar porcí i boví, amb l'establiment porcateres, escorxadors i carnisseries.
L'existència del conegut vulgarment com a "filato" o "garita dels consumers" (que obligava a pagar drets de consum en el límit urbà de la ciutat de València) feia que el comerç de carn fora del seu límit resultara més econòmic. Així, gràcies a la proximitat entre ambdues poblacions, es justifiquen les activitats d'engreix de bestiar porcí i boví, el seu sacrifici i la venda de carn.

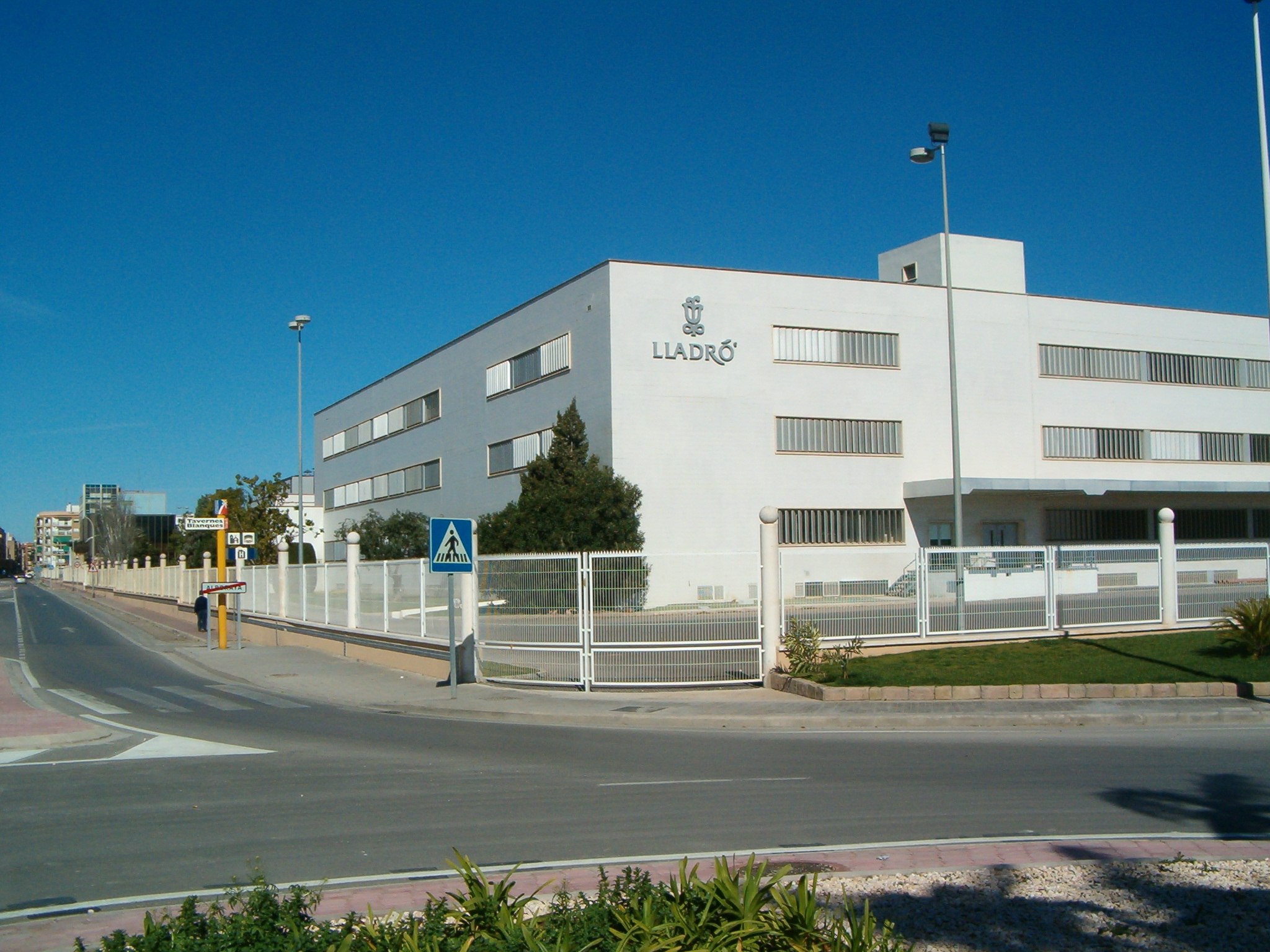
Ciutat de la Porcellana de Lladró

Alguns establiments, com l'escorxador de José Marqués Cuñat, van persistir fins a ser seu de marques molt conegudes en el sector, com "Oscar Mayer" i després "Primayor". La carnisseria de Ramón Guanter va ocupar l'edifici que després es va destinar a seu administrativa i segon supermercat del grup "Mercadona". No en va la família Roig va ser propietària d'alguns criadors en el poble.
L'activitat d'altra família, els Montañana, va donar lloc a l'establiment de dos indústries de refrescs, les marques comercials de les quals ("El Siglo" i "EKO") van arribar a ser molt populars, encara que no tant com "La Casera" que també va disposar d'un centre de producció i distribució: "Carbónica Valenciana, SA".
L'activitat industrial ha cessat quasi per complet en el municipi, amb les excepcions de la fabricació artesanal de ciris i espelmes a càrrec de l'empresa familiar "Cirios Felipo, SL" fundada el 1912 i encara en funcionament, i l'empresa "Lladró" de 1953 amb la seua producció internacional d'artístiques figures de porcellana al seu complex conegut com la "Ciutat de la Porcellana".
La pressió demogràfica de la veïna ciutat de València i l'auge del mercat immobiliari han convertit a Tavernes Blanques en un espai quasi exclusivament residencial.

### Lladró
Malgrat tot l'anterior, la indústria de major projecció de les nascudes al municipi és l'empresa de porcellana decorativa. Encara que els germans Juan, José i Vicente Lladró són originaris del veí poble d'Almàssera, on van instal·lar el seu primer taller en 1953, la seua producció industrial es va iniciar en una nau de Tavernes Blanques en 1958. Va ser allí on van inaugurar la seua escola de formació professional en 1962 i on, el 2 de novembre de 1967 es va iniciar la construcció de la seua "Ciutat de la Porcellana", un complex industrial, formatiu i d'oci dels treballadors de la firma, la primera fase de la qual es va inaugurar el 13 d'octubre de 1969. En l'actualitat, la plantilla de l'empresa supera els 2.500 treballadors.

## Política i govern

### Composició de la Corporació Municipal
El Ple de l'Ajuntament està format per 13 regidors. En les eleccions municipals de 26 de maig de 2019 foren elegits 6 regidors del Partit Socialista del País Valencià (PSPV-PSOE), 4 del Partit Popular (PP), 1 d'Acord Ciutadà d'Esquerres per la Renovació de Tavernes - Compromís (Acert-Compromís), 1 de Ciutadans - Partit de la Ciutadania (Cs) i 1 d'Unides Podem-Esquerra Unida (Podem-EUPV).
| Eleccions municipals de 26 de maig de 2019 - Tavernes Blanques                                                                                                  |                                                                    |                                     |                                     |        |          |          |
| Candidatura | Candidatura                                                        | Candidatura                         | Cap de llista                       | Vots   | Vots     | Regidors |
| | Partit Socialista del País Valencià-PSOE                           |                                     | Carmen Marco Aguilar                | 1.994  | 43,21%   | 6 (+2)   |
| | Partit Popular                                                     |                                     | Arturo Ros Ribes                    | 1.237  | 26,80%   | 4 ()     |
| | Acord Ciutadà d'Esquerres per la Renovació de Tavernes - Compromís |                                     | Llorenç Soriano Peñas               | 506    | 10,96%   | 1 (-2)   |
| | Ciutadans - Partit de la Ciutadania                                |                                     | Jesús Cruz Almazán                  | 302    | 6,54%    | 1 ()     |
| | Vox                                                                |                                     | Laura Carrasco Cozar                | 285    | 6,22%    | 1 (1)    |
| | Altres candidatures                                                |                                     |                                     | 263    | 5,70%    | 0 ( -1)  |
| | Vots en blanc                                                      |                                     |                                     | 26     | 0,56%    |          |
| Total vots vàlids i regidors | Total vots vàlids i regidors                                       | Total vots vàlids i regidors        | Total vots vàlids i regidors        | 4.615  | 100 %    | 13       |
| | Vots nuls                                                          | Vots nuls                           | Vots nuls                           | 28     | 0,61%    |          |
| Participació (vots vàlids més nuls) | Participació (vots vàlids més nuls)                                | Participació (vots vàlids més nuls) | Participació (vots vàlids més nuls) | 4.643  | 64,75%** |          |
| Abstenció | Abstenció                                                          | Abstenció                           | Abstenció                           | 2.528* | 32,25%** |          |
| Total cens electoral | Total cens electoral                                               | Total cens electoral                | Total cens electoral                | 7.171* | 100 %**  |          |
| Alcaldessa: Carmen Marco Aguilar (PSPV) (15/06/2019) Per ser la llista més votada, després de no haver obtingut majoria absoluta dels regidors (6 vots de PSPV) |                                                                    |                                     |                                     |        |          |          |
| Fonts: JEC, JEZ València. M. Interior, Periòdic Ara. (* No són vots sinó electors. ** Percentatge respecte del cens electoral.)                                 |                                                                    |                                     |                                     |        |          |          |

### Alcaldes
Des de 2015 l'alcaldessa de Tavernes Blanques és Carmen Marco Aguilar de PSPV-PSOE.
| Període     | Alcalde o alcaldessa    | Partit polític | Data de possessió | Observacions |
| ----------- | ----------------------- | -------------- | ----------------- | ------------ |
| 1979–1983   | Francisco Roig Salavert | PSPV-PSOE      | 20/04/1979        | --           |
| 1983–1987   | Francisco Roig Salavert | PSPV-PSOE      | 28/05/1983        | --           |
| 1987–1991   | Francisco Roig Salavert | PSPV-PSOE      | 30/06/1987        | --           |
| 1991–1995   | Francisco Roig Salavert | PSPV-PSOE      | 15/06/1991        | --           |
| 1995–1999   | Miguel Jordá Morales    | PSPV-PSOE      | 17/06/1995        | --           |
| 1999–2003   | Miguel Jordá Morales    | PSPV-PSOE      | 03/07/1999        | --           |
| 2003–2007   | Arturo Ros Ribes        | PP             | 14/06/2003        | --           |
| 2007–2011   | Arturo Ros Ribes        | PP             | 16/06/2007        | --           |
| 2011–2015   | Arturo Ros Ribes        | PP             | 11/06/2011        | --           |
| 2015–2019   | Carmen Marco Aguilar    | PSPV-PSOE      | 13/06/2015        | --           |
| 2019-2023   | Carmen Marco Aguilar    | PSPV-PSOE      | 15/06/2019        | --           |
| Des de 2023 | n/d                     | n/d            | 17/06/2023        | --           |

## Monuments

### Monuments religiosos

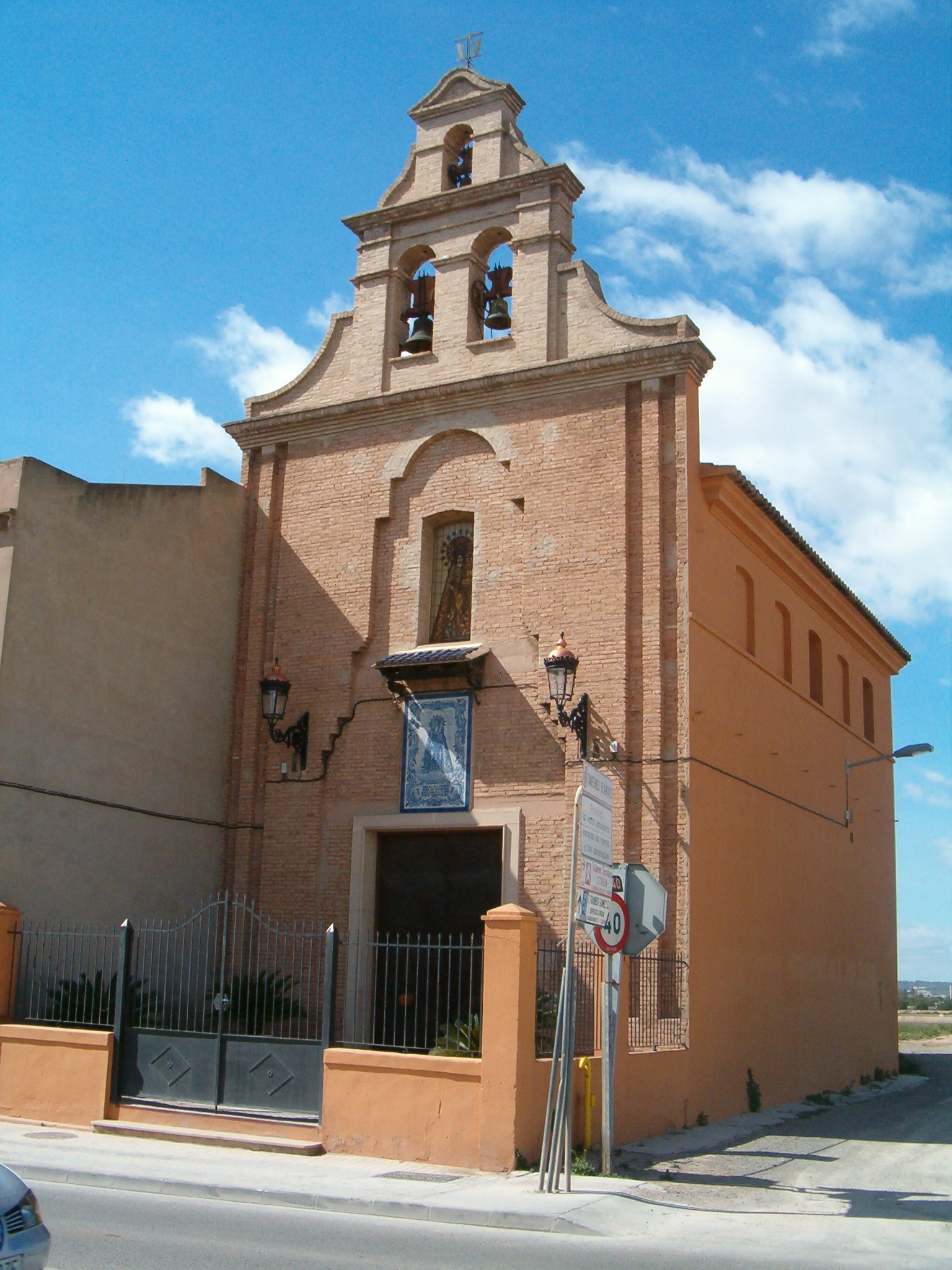
Ermita dels Desemparats

- Església Parroquial de la Santíssima Trinitat: Va ser inaugurada en 1948 després de nou anys (1939-1948) que va romandre el poble amb "el Casino" com a lloc de culte. L'església primitiva estava vora a la carretera principal junt a la plaça del Mercat des del segle xvii fins a 1939. L'actual temple destaca exteriorment per la seua senzillesa, realitzada amb maó cara a vista. Interiorment, el temple presenta una planta rectangular a banda i banda estan situades les imatges, que es van realitzar mentre el culte es realitzava en el Casino.
- Ermita de la Mare de Déu dels Desemparats del Carraixet: Està al costat del barranc del Carraixet i el seu origen pareix datar ja des de 1447, temps en els quals els ajusticiats en la plaça del Mercat de València (davant de la Llotja), eren soterrats en el "Cementeri dels Ajusticiats", just enfront de l'ermita i vora al barranc, on hui hi ha una replaça tancada. A fi que estos ajusticiats tingueren el privilegi de ser soterrats i que algú vetle per les seues ànimes es va fundar la "Confraria de la Mare de Déu dels Desemparats", i amb ella l'ermita.
- Cementeri dels Ajusticiats: Situat vora al camí de Morvedre, eix principal del poble, i vora al barranc del Carraixet, just davant de l'ermita, des de l'any 1400 eren transportats allà els cossos sense vida dels penjats a la plaça del Mercat de València, és a dir, els ajusticiats per haver comés algun delicte. Eren exposats ací junt al camí perquè servira d'advertència als visitants que es dirigien cap a València. Amb la creació de la "Confraria de la Mare de Déu dels Desemparats" i de l'ermita es va començar a donar sagrada sepultura als cossos d'aquells ajusticiats, a més dels desemparats a un altre cementeri al costat nord de l'ermita. Actualment forma part d'un parc barrat per una tanca i ja rehabilitat sense restes humanes.

### Monuments civils

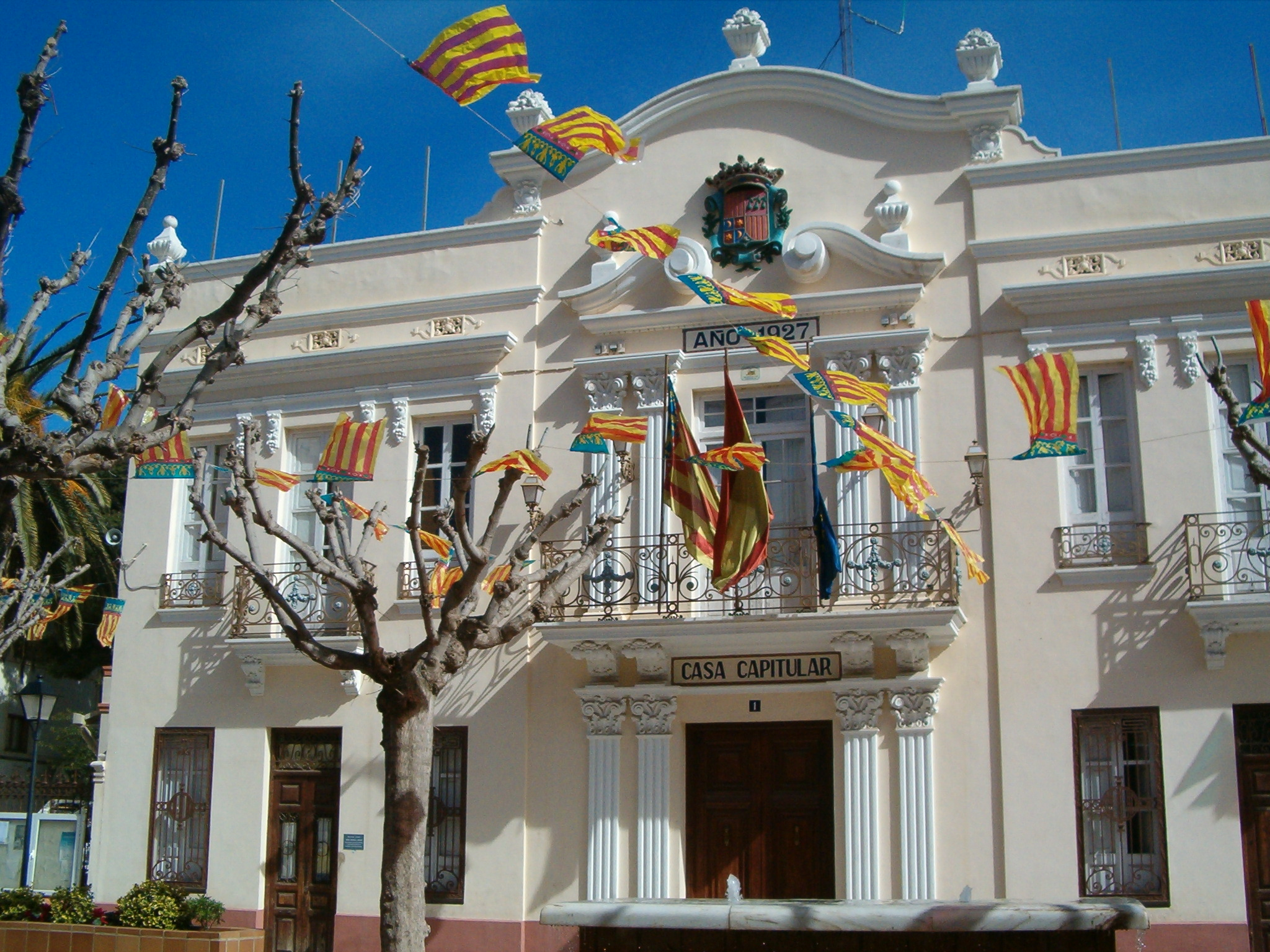
Ajuntament

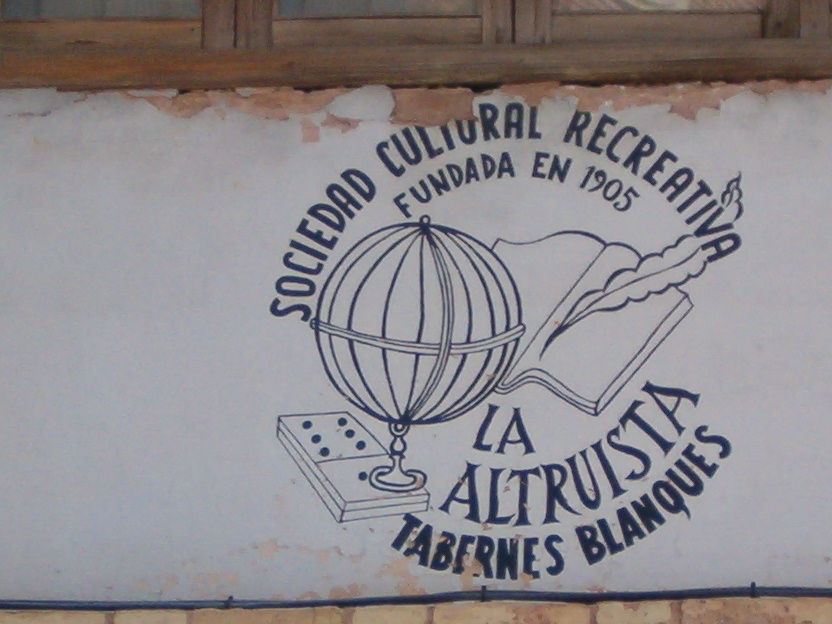
Rètol del desaparegut Casino "La Altruista"

- Ajuntament: La data de construcció és anterior a 1862 i la primera finalitat del qual va ser les escoles i habitatges per als mestres. L'estil arquitectònic de la façana és eclèctic, amb elements neoclàssics, modernistes i barrocs.
- El Mercat: Va ser construït al voltant de 1934, desconeixent-se qui va ser l'arquitecte. L'estratègica situació, en la mateixa carretera a Barcelona, afavoririen al comerç dels productes. La seua estructura és de ferro colat també dit fosa, fabricat en els alts forns, i al seu torn està cobert de fustes de manera que la seua estructura resulta més envoltant. Després de la seua demolició, va tornar a ser construït en 1988 ampliant la seua superfície i conservant la seua fisonomia original, sent l'autor del projecte l'arquitecte Vicente Casanova Carratalá.
- El Casino "La Altruista": Es va acabar de construir el 1931 i va ser enderrocat el 2010 per a la construcció d'un centre cultural. Els orígens de la "Societat de Socors Mutus" (coneguda per tots com "La Altruista") van ser anteriors (1905). El Casino va nàixer amb les aportacions dels diferents socis que formaven "La Altruista", la seua funció, com totes les societats que van nàixer a principis del segle xx a Espanya, era la d'incrementar les relacions entre els socis, que començaven a tindre notables inquietuds, així com tindre un lloc per a l'oci, destacant sempre la convivència pacífica entre els membres, sense tindre en compte ideologies polítiques, creences religioses o la posició social de cadascun dels socis. Respecte al seu edifici, des del punt de vista arquitectònic, es tractava d'un espai summament auster, sense més que el pròpiament necessari. La seua façana simple estava composta per dos cossos units entre si per pilastres de maó rústic, l'inferior dels quals està format per una porta central de forma ogival i dos grans arcs de mig punt en l'interior del qual s'alberguen sengles finestrals. I en el cos superior altres tres finestrals, enquadrats, de la mateixa forma que els anteriors, per arcs. Dins de la seua història, va servir de temple durant nou anys, ja que l'anterior havia estat totalment devastat durant la Guerra Civil espanyola i, per tant, es van celebrar en ell batejos, noces, festes patronals i altres celebracions, fins que en 1948 va ser inaugurada l'actual església. L'edifici fou enderrocat en 2010 i en el seu lloc s'ha construït un altre d'estil neutre i sense poder respectar la façana original. Acull un bar i un centre sociocultural municipal.

## Festes i celebracions
- Les festes patronals se celebren en honor de la Mare de Déu dels Desemparats i de Sant Roc. Tenen el seu començament el dissabte posterior a la celebració de la Mare de Déu d'Agost amb "la Passa", que és el trasllat de la imatge de la Verge dels Desemparats del Carraixet des de l'ermita del Carraixet a la parròquia de la Santíssima Trinitat. L'endemà, diumenge, es fa la processó en honor de la Mare de Déu, mentre que el dimarts següent es fa la processó en honor de Sant Roc, i finalment el dimecres es fa "la Torna" en tornar la imatge de la Mare de Déu a l'ermita del Carraixet.

## Transports
La carretera CV-300 (antiga N-340) travessa el municipi de nord a sud i forma l'eix que vertebra el municipi i que el comunica amb l'avinguda de la Constitució de la ciutat de València al sud i amb la resta de la comarca al nord creuant un pont sobre el barranc del Carraixet. Esta carretera té en projecte la construcció d'una variant per fora del poble per a alliberar el trànsit de vehicles pel centre urbà. Esta via connectarà a més València amb la nova variant de la CV-300 que fins ara sols arriba des de Puçol fins a Albalat dels Sorells. La carretera CV-311 connecta el municipi amb Alboraia a l'est, just passant per davant de la "Ciutat de la Porcellana" de Lladró, mentre que el carrer del Doctor Gómez Ferrer enllaça amb el camí del Molí de Canyars cap a l'oest direcció a Carpesa i al Camí de Montcada (CV-315).
Les línies 16 i 36 dels autobusos de l'EMT de València donen servici al municipi i el connecten amb la plaça de l'Ajuntament de València. La línia 16 arriba fins al polígon industrial de Lladró i el poliesportiu municipal per a després tornar a València per l'avinguda de la Constitució, mentre que la línia 36 passa sols per la carretera principal (CV-300) en direcció a les Cases de Bàrcena i Vinalesa per a tornar per la mateixa carretera.
La població no disposa d'estacions de metro. Les estacions més pròximes de la xarxa de Metrovalencia són les d'Almàssera, d'Alboraya-Peris Aragó a 600 metres (línia 3), de Sant Miquel dels Reis a 800 metres (línia 6) i d'Alboraya-Palmaret a 1000 metres (línia 3). En un futur està projectat l'arribada del tramvia de la futura línia 2 fins al sud del municipi, i també està construït l'inici d'un túnel amb un ramal des de l'estació d'Alboraya-Peris Aragó amb direcció a Tavernes Blanques.

## Personalitats destacades
- Cardenal Benlloch (València, 1864 - Madrid, 1926)
- Lleonard Giner i Mur (Tavernes Blanques, 1935 - 2005) fou un músic, fundador del grup Carraixet el 1971.
- Rafael Arnal i Torres (Tavernes Blanques, 1948) és un escriptor, editor i activista cultural valencià.
- Grup Carraixet. Grup musical creat el 1971 per Lleonard Giner I Mur. Actualment el componen les germanes Giner: Mari Carme, Eva, Miryam i Vanessa, Actualment en actiu.